# Jan Kochanowski

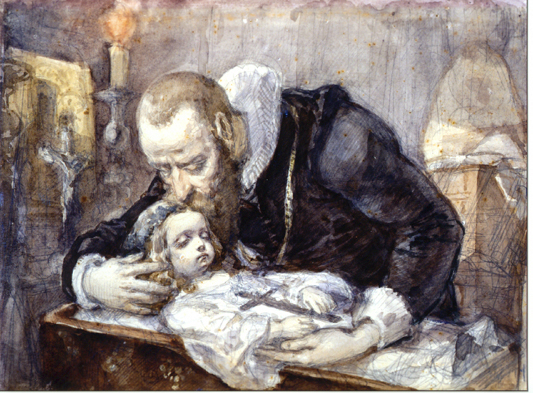
Kochanowski met zijn net overleden dochter Urszula, waar zijn bekendste treurdicht overgaat, geschilderd door Jan Matejko

Jan Kochanowski (Sycyna, nabij Radom, 1530 - Lublin op 22 augustus 1584) was een dichter en hofschrijver uit de Poolse renaissance. Hij wordt gezien als de eerste dichter die in het Pools schreef, verbond de klassieken met de Poolse taal en vond de syllabische vers en ontwikkelde de rijm in die taal. Hij creëerde een Poolse literaire taal, wordt gezien als de grootste dichter van Polen, van voor de 19e eeuw en de grootste dichters van het Slavische taalgebied van voor de 19e eeuw.
Hij is een van de grootste schrijvers van de Poolse literatuur.

## Biografie
Kochanowski was de oudere broer van Andrzej Kochanowski die ook dichter en vertaler zou worden. Er is weinig bekend over zijn vroege opleiding. Op veertienjarige leeftijd sprak hij vloeiend Latijn en ging hij studeren aan de Jagiellonische Universiteit. Na zijn afstuderen in 1547 aan die universiteit op zeventienjarige leeftijd, studeerde hij verder aan Universiteit van Konigsbergen, in het hertogdom Pruisen en daarna aansluitend op de Universiteit van Padua. In Padua kwam Kochanowski in contact, met de grote humanistische geleerde Francesco Robortello. Nadat Kochanowski in Padua had gestudeerd sloot hij het studentenleven af en reisde naar Frankrijk waar hij de dichter Pierre de Ronsard ontmoette.
In 1559 keerde Kochanowski voorgoed terug naar Polen, waar hij actief bleef als een humanistische en renaissance-dichter. De volgende 15 jaar in zijn leven maakte hij deel uit van de hofhouding van koning van Sigismund II Augustus en werkte een tijd als koninklijk secretaris. In 1574 vestigde Kochanowski zich op een familiedomein in Czarnolas en leidde daar het landleven van de Poolse adel. Hij trok zich hier wat meer terug. In 1575 trouwde hij met Dorota Podlodowska, met wie hij zeven kinderen kreeg. Op zijn landgoed schreef hij zijn grootste werken. In het Pools wordt hij dan ook vaak "Jan van Czarnolasu" (Jan van het Zwarte woud) genoemd.
Kochanowski stierf waarschijnlijk aan een hartaanval in 1584.

## Werken

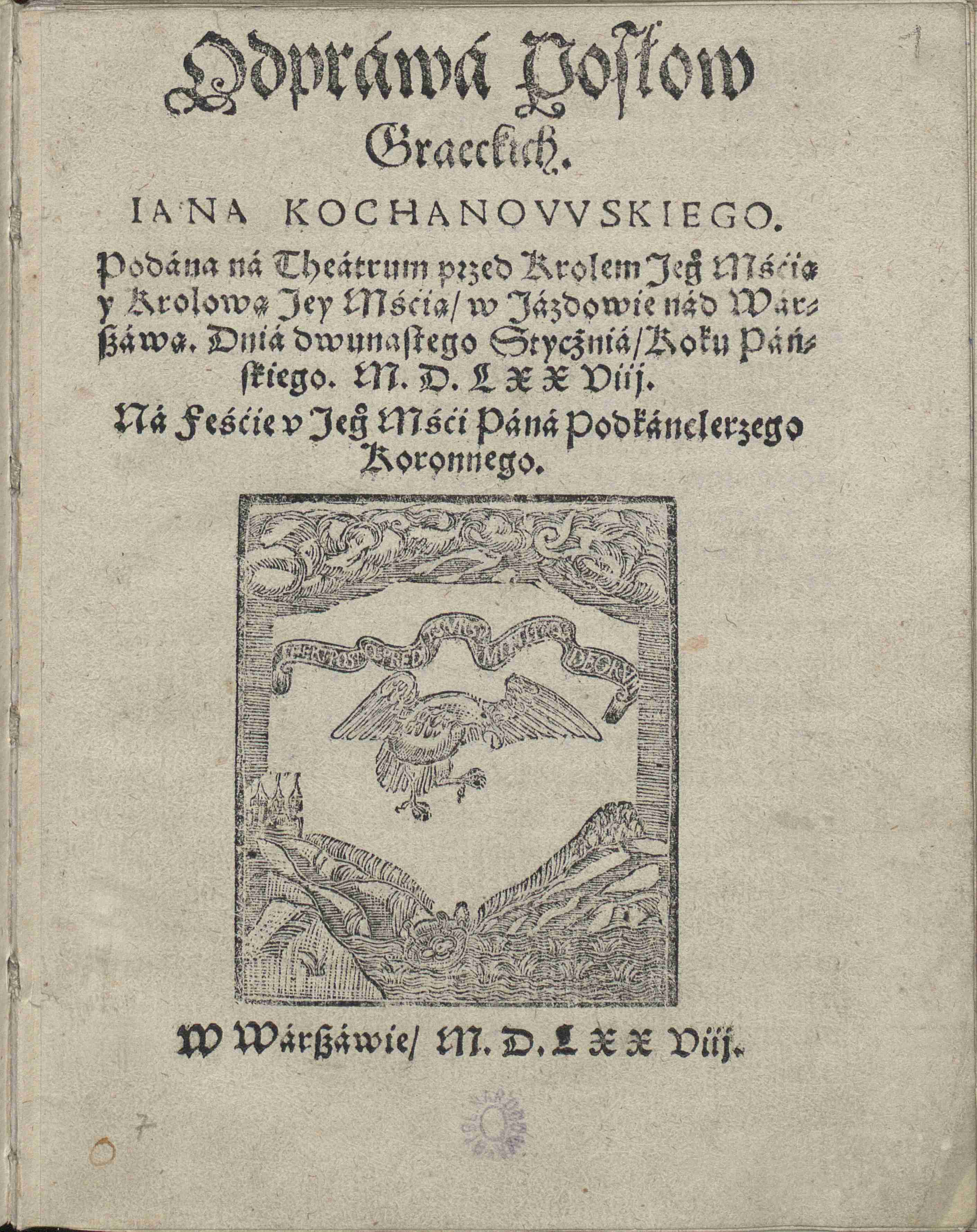
Tragedie:Odprawa posłów greckich (De terugwijzing van de Griekse afgezanten) (1578)

Kochanowski bleef zijn hele leven schrijven in het Latijn. Echter is zijn belangrijkste prestatie: de oprichting van de versvorm in de Poolse taal. Zijn eerste grote meesterwerk is Odprawa posłów greckich. Dit was een Blank vers-tragedie die een incident verwoordt dat leidde tot de Trojaanse Oorlog. Het was de eerste tragedie in de Poolse taal.
Het bekendste meesterwerk van Kochanowski in zijn poolse oeuvre is Treny  (treurdicht, 1580). Het is een serie van negentien elegieën naar aanleiding van de dood van zijn geliefde tweeënhalf jaar oude dochter: Urszula (koosnaam Urszulka).
Andere bekende gedichten van Kochanowski in het Pools zijn: Proporzec albo hołd pruski, het satirische gedicht Zgoda en de komedie  Fraszki. Fraszki doet denken aan de Decamerone van Giovanni Boccaccio. Verder is zijn vertaling van de Psalmen erg bekend. In het Latijn publiceerde hij onder andere Lyricorum libellus,  Elegiarum libri quatuor en vele gedichten voor speciale gelegenheden.
Zijn geschriften werden voor het eerst collectief gepubliceerd in Krakau tussen 1584 en 1590. De zogenaamde jubileumuitgave die in 1884 in Warschau verscheen is beter.
- Bibsys: 90128916
- Biblioteca Nacional de Chile: 000048024
- Biblioteca Nacional de España: XX988610
- Bibliothèque nationale de France: cb121524336 (data)
- CiNii: DA03585002
- Gemeinsame Normdatei: 118777610
- International Standard Name Identifier: 0000 0001 2119 3663
- Library of Congress Control Number: n50042623
- Nationale Bibliotheek van Letland: 000085331
- MusicBrainz: 8132a9ef-ba84-4270-8b54-36f8e3fb0a48
- Bibliotheek van het Japanse parlement: 001155663
- Nationale Bibliotheek van Tsjechië: jn19990004504
- Nationale bibliotheek van Australië: 35768671
- Nationale Bibliotheek van Israël: 987007263845905171
- Nationale Bibliotheek van Polen: a0000001180079
- Nationale en Universitaire bibliotheek Zagreb: 000009159
- Nederlandse Thesaurus van Auteursnamen: 069137463
- Réseau des bibliothèques de Suisse occidentale: 02-A000098825
- Russische Staatsbibliotheek: 000205747
- Istituto Centrale per il Catalogo Unico: MILV012750
- LIBRIS: 194007
- SNAC: w61s00tt
- Système universitaire de documentation: 027513823
- Trove: 1078767
- Virtual International Authority File: 7428033
- WorldCat: E39PBJrwQy7QFpjBYfHt8YXcfq